# NGC 963
NGC 963 è una galassia nana irregolare situata nella costellazione della Balena, a una distanza di circa 59 milioni di anni luce dalla nostra Via Lattea.

## Scoperta
La galassia è stata scoperta nel 1886 dall'astronomo statunitense Francis Leavenworth. Il 14 dicembre 1903 è stata poi osservata dall'astronomo francese Stéphane Javelle e successivamente inserita nell'Index Catalogue con la designazione IC 1808.